# Maestro Venceslao
Il Maestro Venceslao o Wenceslao (1352 ? – 1411 ?) è stato un pittore boemo al quale è attribuito il Ciclo dei Mesi (1390-1400 circa) del castello del Buonconsiglio a Trento.
Si è giunti all'attribuizione osservando la matrice probabilmente transalpina del ciclo affrescato e cercando un nome che potesse essere associato alla commissione del principe-vescovo Giorgio di Liechtenstein. Si è trovata così la documentazione su un maestro boemo, Venceslao, attivo in città nel 1397.
Il ciclo di affreschi è caratterizzato da dodici scene unite spazialmente come se viste attraverso una loggetta con colonnine tortili. Ciascun mese presenta le attività dei nobili e dei contadini in quella stagione, con grande attenzione ai dettagli, presi dalla vita reale probabilmente però tramite il filtro dei Tacuina sanitatis, con un continuo e pacato intreccio tra mondo cavalleresco e mondo quotidiano. Poche sono le concessioni al grottesco e al macabro, che caratterizzavano invece altre zone italiane ed europee nel periodo del gotico internazionale.